# Songmu
Songmu (kinesiska: 松木, 松木乡) är en socken i Kina. Den ligger i provinsen Hunan, i den södra delen av landet, omkring 140 kilometer söder om provinshuvudstaden Changsha. Antalet invånare är 19744. Befolkningen består av 11 513 kvinnor och 8 231 män. Barn under 15 år utgör 13,0 %, vuxna 15-64 år 82 %, och äldre över 65 år 4,0 %.
Genomsnittlig årsnederbörd är 1 658 millimeter. Den regnigaste månaden är maj, med i genomsnitt 253 mm nederbörd, och den torraste är oktober, med 28 mm nederbörd.